# Can Boada (Nucli Antic)
Can Boada (Nucli Antic), segons el nomenclàtor oficial de la ciutat de Terrassa denominat amb el castellanisme Casc antic, és un barri de Terrassa que ocupa la part occidental del districte 5 o del Nord-oest, situat al marge esquerre del transvasament de la riera del Palau. Té una superfície de 0,28 km² i una població de 7.419 habitants el 2021.
Està limitat al nord per la ronda de Ponent, al sud pel passeig del Vint-i-dos de Juliol al llarg de la via del ferrocarril Barcelona-Manresa de la RENFE, a l'est per l'avinguda de Josep Tarradellas i a l'oest pel camí de Can Gonteres.
El sector occidental del barri (fins al carrer de Joan d'Àustria) pertany a la parròquia de la Sagrada Família de Ca n'Aurell, mentre que l'oriental depèn de la parròquia de la Santa Creu del barri de Sant Pere, si bé hi ha un centre de culte (Santa Maria de Natzaret) a la plaça d'Agustí Bartra. La festa major és el tercer diumenge de juliol.

## Història
La barriada de Can Boada, que va néixer en terrenys pertanyents al mas de Can Boada del Pi, situat a l'altra banda del transvasament de la riera del Palau, ha crescut i s'ha desenvolupat en diverses fases. Les primeres cases d'autoconstrucció es van bastir prop del marge dret del torrent del Batlle, entre la via de la RENFE i el camí de Can Gonteres, en una zona qualificada de rural al pla d'ordenació urbana. Al començament de la dècada del 1960 l'empresa Agut SA, del sector elèctric, construeix per als seus treballadors uns pisos a l'altra banda de la riera del Palau (l'actual avinguda de Josep Tarradellas), prop de la via del tren; són els anomenats pisos de l'Agut.
Més amunt, seguint el curs de la riera, es van aixecar els pisos de Gibraltar, anomenats així perquè es construïren vora l'avinguda de Gibraltar, antic nom de l'actual Josep Tarradellas. Aquest polígon d'habitatges, bastit en tres etapes entre el 1966 i el 1973, al començament de la dècada del 1980 es dilueix com a barri diferenciat i passa a formar part de Can Boada. La denominació actual del barri, Can Boada (Casc Antic), sorgeix quan es produeix la segregació administrativa de Can Boada en dos sectors (1984), a banda i banda del transvasament, que va partir definitivament el barri; el sector sud, la part antiga, prendrà el nom de Casc Antic, mentre que el sector nord, on hi ha la masia originària i els pisos de Can Boada (1973-1977), s'anomenarà des de llavors Can Boada del Pi, igual que el mas que va donar nom inicialment al barri.
La construcció del pont sobre el transvasament ha fet possible de nou la comunicació entre les dues parts de Can Boada.